# Jimmy Blandón
Jimmy Roberto Blandón Quiñónez (Esmeraldas, 20 novembre 1969) è un ex calciatore ecuadoriano, di ruolo centrocampista.